# Drujkivka
Drujkivka (în ucraineană Дружківка) este un oraș din regiunea Donețk, Ucraina.